# Cyllamyces aberensis
Cyllamyces aberensis — вид грибів, що належить до монотипового роду  Cyllamyces.